# Dobrycz
Dobrycz (biał. Добрыч; ros. Добрич, Dobricz) – wieś na Białorusi, w obwodzie homelskim, w rejonie kormańskim, w sielsowiecie Wornauka, nad rzeką Dobrycz i w pobliżu jej ujścia do Soża.